# Анте Томић (књижевник)
Анте Томић (Сплит, 22. април 1970) хрватски је књижевник и новинар.

## Биографија
Рођен је и завршио основну школу у селу Пролошцу поред Имотског где је и живео до своје четрнаесте године. Након тога је био питомац војне средње школе ЈНА у Загребу. Завршио је студије филозофије и социологије на Филозофском факултету у Задру.
Као писац први пут објављује у часопису Торпедо, у којем је касније био члан уредништва. Прву збирку прича Заборавио сам гдје сам паркирао је објавио 1997, а њено проширено издање 2001. Његов први роман Што је мушкарац без бркова излази 2000. Роман је постигао велики успех. До сада је имао седам издања. Књигу фељтона Смотра фолклора је објавио 2001.
Заједно с Ивицом Иванишевићем написао је драму Кровна удруга. У адаптацији Аиде Буквић у ХНК у Загребу изведен је роман Што је мушкарац без бркова. Представа је на Марулићевим данима 2002. године освојила награду за најбољу представу у целини. Роман Ништа нас не смије изненадити издаје 2003, потом 2004. књигу фељтона Класа оптимист, а 2005. роман Љубав, струја вода и телефон. Своју прву књигу за децу Ђуро Ходалица објавио је 2020.
Томић ради као новинар за Јутарњи лист. Добитник је награде Хрватског новинарског друштва за најбољу репортажу (1996) и колумну (2005). Од 2023. са Дражом Петровићем у дневном листу Данас уређује колумну Јеси ли видео ово? у којој, кроз писма која пишу један другом, обрађују различите актуелне теме у Србији, Хрватској, региону, свету...
Коаутор је сценарија за филм Устав Републике Хрватске из 2016. године.

## Дела
- Заборавио сам гдје сам паркирао, збирка прича, 1997.
- Што је мушкарац без бркова, роман, Загреб. 2000.  978-953-6510-43-6.
- Смотра фолклора, књига фељтона, Загреб. 2001.  978-953-6510-55-9.
- Ништа нас не смије изненадити, роман, 2003.
- Велики шопинг, приче, 2004.
- Класа оптимист, књига фељтона, Загреб. 2004.  978-953-6510-89-4.
- Љубав, струја вода и телефон, роман, 2005.
- Грађанин покорни, Загреб. 2006.  978-953-201-601-7.
- Дечко који обећава, колумне, Јутарњи лист, Загреб, 2009.
- Чудо у Поскоковој Драги, роман. 2009.  978-953-303-153-8.
- Нисам паметан, колумне. 2010.  978-953-303-236-8.
- Пуноглавци, роман, 2011.
- Лук и вода, колумне, 2014.
- Величанствени Поскокови, роман, 2015.
- Погледај што је мачка донијела, приче, 2020.
- Ђуро Ходалица (илустровао Томислав Торјанац), басна, 2020.
- Нада, роман. 2024